# Масиас, Мануэль Тельо
Мануэль Тельо Масиас (15 марта 1935, Женева, Швейцария — 23 марта 2010, Мехико, Мексиканские Соединенные Штаты) — мексиканский политический деятель, министр иностранных дел Мексики в 1994 году.

## Биография
Родился в семье Мануэля Тельо, министра иностранных дел Мексики в 1950-х гг.
Изучал международные отношения в Джорджтаунском университете, затем обучался в Институте высших международный исследований Женевского университета.
Являлся генеральным директором департамента Международных организаций.
В 1976—1979 гг. — посол в Великобритании,
в 1982—1988 гг. — постоянный представитель при международных организациях ООН в Женеве.
в 1989—1992 гг. — посол во Франции.
В 1993—1994 гг. — постоянный представитель Мексики при ООН.
с 10 января по 30 ноября 1994 г. — министр иностранных дел Мексики.
В 1995—2001 гг. — постоянный представитель при ООН.
С 2002 г. — руководитель Института дипломатических исследований им. Матиаса Ромеро.